# Władysław Reymont
Władysław Stanisław Reymont (Kobiele Wielkie (bij Radomsko), 7 mei 1867 - Warschau, 5 december 1925) was een Pools schrijver die in 1924 de Nobelprijs voor Literatuur ontving, "voor zijn groots nationale epos Chłopi". 

## Biografie
Officieel heette hij Stanislaw Wladislaw Rejment. Hij was in zijn jeugd erg ongelukkig, omdat zijn leven uit hard werken, veel armoede en strengheid bestond. Hij was een moeilijke jongen en werd als de mislukkeling van de familie beschouwd, omdat hij het nergens kon uithouden. Hij bezocht diverse scholen, had kleine baantjes, sloot zich aan bij een reizend toneelgezelschap en later bij een spiritist en kreeg ten slotte via zijn vader een baantje bij de spoorwegen, maar hij blijft verlangen naar een ander leven. Hij kon het zich uiteindelijk permitteren om veel te reizen en bezocht historische streken in Polen, maar ook Italië, Frankrijk en de Verenigde Staten. Deze reizen hebben echter geen enkele invloed gehad op zijn literaire werken, hij bleef vreemd staan tegenover het leven in andere landen, waardoor de lacunes in zijn culturele vorming niet minder werden. Als schrijver behoorde hij niet tot de top van de Poolse literatuur, zodat het dan ook voor velen een verrassing was, dat hij de Nobelprijs kreeg.

## Werk
Reymont behoorde min of meer tot de groep van Jong Polen, die terugkeert naar de romantiek door te kiezen voor het onbewuste, het kosmische,zwaar depressieve toestanden, het instinct, het vage, afwijkingen en ontsporingen,onaangepaste figuren, het primitieve, de natuur. Reymont probeert als autodidact zijn tekorten op te vullen door veel te lezen, maar hij bezat niet het vermogen om te onderscheiden wat waarde had en wat niet. Zodra hij probeert om intellectuele gedachten weer te geven, weet hij niet hoe ze vorm te geven en is zijn taal niet in overeenstemming met zijn psychologische gesteldheid. Zijn eerste vier romans zijn ronduit mislukkingen, doordat de romanfiguren onbeduidend en niet in staat zijn de constructie van de romans te dragen.Pas daarna gaat hij personages kiezen, die hem vertrouwd zijn en begint hij menselijke gemeenschappen te beschrijven, waardoor zijn romans Het land van belofte, De boeren en Rok 1794 (Het jaar 1794) meesterwerken zijn. Het land van belofte is de fabrieksstad Łódź, een enorme stad zonder verleden en toekomst, een kunstmatige jungle van machines, waar de mens als een stuk vuil bij het afval wordt gegooid. Reymont laat hier zien, dat macht corrumpeert en leidt tot ontmenselijking. De laatste schakel van de keten is de revanche van de natuur, wanneer de fabrieken niet meer zijn dan sinistere ruïnes. In het dorpje Lipce vindt Reymont aansluiting bij de boerencultuur met zijn eeuwenlange solidariteit.'De boeren is een cyclus van het leven en werken op het land vanaf de advent. In vier delen beschrijft hij in dit boerenepos het dorpsleven, de natuur, het land en de strijd van de boeren tegen de adel. De trilogie Rok 1794 gaat over de nadagen van de oude republiek, waarin de genotzucht en morele ontreddering van de aristocratie hoogtij viert en buitenlandse mogendheden avonturiers betalen, maar ook over het verzet van de adel en burgers tegen de Russische bezetters.

## Selectie van werken
- Komediantka (1896)
- Fermenty (1897)
- Ziemia obiecana (1898), Nederlandse vertaling Het land van beloften
- Chłopi (1904- 1909), Nederlandse vertaling De boeren (Abraham Elias Boutelje)
  - Deel 1: Jesien (Herfst)
  - Deel 2: Zima (Winter)
  - Deel 3: Wiosna (Lente)
  - Deel 4: Lato (Zomer)
- Rok 1794 (1794, 1914 - 1919)
  - Deel I: Ostatni Sejm Rzeczypospolitej
  - Deel II: Nil desperandum
  - Deel III: Insurekcja
- Wampir - powieść grozy (1911)
- Bunt (1924), Nederlandse vertaling De rebellie. De geschiedenis van de opstand der dieren

## Verfilmingen
- Het land van de grote belofte (Andrzej Wajda, 1979) naar de roman Ziemia obiecana
- Chłopi (DK Welchman en Hugh Welchman, 2023) naar de gelijknamige roman.

- Bibsys: 90696401
- Biblioteca Nacional de Chile: 000082573
- Biblioteca Nacional de España: XX4660325
- Bibliothèque nationale de France: cb11921719v (data)
- Catàleg d'autoritats de noms i títols de Catalunya: 981058513227206706
- CiNii: DA06657303
- Gemeinsame Normdatei: 11878854X
- International Standard Name Identifier: 0000 0001 1587 6441
- Library of Congress Control Number: n50075843
- Nationale Bibliotheek van Letland: 000080275
- Bibliotheek van het Japanse parlement: 00550870
- Nationale Bibliotheek van Tsjechië: jn19990006988
- Nationale bibliotheek van Australië: 35789823
- Nationale Bibliotheek van Israël: 987007267022405171
- Nationale Bibliotheek van Polen: a0000001180010
- Nationale en Universitaire bibliotheek Zagreb: 000098099
- Nederlandse Thesaurus van Auteursnamen: 068893310
- Russische Staatsbibliotheek: 000133851
- Istituto Centrale per il Catalogo Unico: RAVV036816
- LIBRIS: 86741
- SNAC: w6zg70wn
- Système universitaire de documentation: 027097021
- Trove: 1088855
- Virtual International Authority File: 4935777
- WorldCat: E39PBJj8VjMrxFxHXvKWRw8Bfq

1901: Prudhomme ·
1902: Mommsen ·
1903: Bjørnson ·
1904: Mistral, Echegaray ·
1905: Sienkiewicz ·
1906: Carducci ·
1907: Kipling ·
1908: Eucken ·
1909: Lagerlöf ·
1910: Heyse ·
1911: Maeterlinck ·
1912: Hauptmann ·
1913: Tagore ·
1915: Rolland ·
1916: Heidenstam ·
1917: Gjellerup, Pontoppidan ·
1919: Spitteler ·
1920: Hamsun ·
1921: France ·
1922: Benavente ·
1923: Yeats ·
1924: Reymont ·
1925: Shaw ·
1926: Deledda ·
1927: Bergson ·
1928: Undset ·
1929: Mann ·
1930: Lewis ·
1931: Karlfeldt ·
1932: Galsworthy ·
1933: Boenin ·
1934: Pirandello ·
1936: O'Neill ·
1937: Gard ·
1938: Buck ·
1939: Sillanpää ·
1944: Jensen ·
1945: Mistral ·
1946: Hesse ·
1947: Gide ·
1948: Eliot ·
1949: Faulkner ·
1950: Russell ·
1951: Lagerkvist ·
1952: Mauriac ·
1953: Churchill ·
1954: Hemingway ·
1955: Laxness ·
1956: Jiménez ·
1957: Camus ·
1958: Pasternak ·
1959: Quasimodo ·
1960: Perse ·
1961: Andrić ·
1962: Steinbeck ·
1963: Seferis ·
1964: Sartre (geweigerd) ·
1965: Sjolochov ·
1966: Agnon, Sachs ·
1967: Asturias ·
1968: Kawabata ·
1969: Beckett ·
1970: Solzjenitsyn ·
1971: Neruda ·
1972: Böll ·
1973: White ·
1974: Johnson, Martinson ·
1975: Montale ·
1976: Bellow ·
1977: Aleixandre ·
1978: Singer ·
1979: Elýtis ·
1980: Miłosz ·
1981: Canetti ·
1982: García Márquez ·
1983: Golding ·
1984: Seifert ·
1985: Simon ·
1986: Soyinka ·
1987: Brodsky ·
1988: Mahfoez ·
1989: Cela ·
1990: Paz ·
1991: Gordimer ·
1992: Walcott ·
1993: Morrison ·
1994: Oë ·
1995: Heaney ·
1996: Szymborska ·
1997: Fo ·
1998: Saramago ·
1999: Grass ·
2000: Gao ·
2001: Naipaul ·
2002: Kertész ·
2003: Coetzee ·
2004: Jelinek ·
2005: Pinter ·
2006: Pamuk ·
2007: Lessing ·
2008: Le Clézio ·
2009: Müller ·
2010: Vargas Llosa ·
2011: Tranströmer ·
2012: Mo ·
2013: Munro ·
2014: Modiano ·
2015: Aleksijevitsj ·
2016: Dylan ·
2017: Ishiguro ·
2018: Tokarczuk ·
2019: Handke ·
2020: Glück ·
2021: Gurnah ·
2022: Ernaux ·
2023: Fosse ·
2024: Kang ·